# هموند (مینه‌سوتا)
هموند، مینه‌سوتا (به انگلیسی: Hammond, Minnesota) یک شهر در ایالات متحده آمریکا است که در Wabasha County واقع شده‌است.

## خصوصیات
هموند ۰٫۳۱ کیلومترمربع مساحت و ۱۳۲ نفر جمعیت دارد و ۲۴۶ متر بالاتر از سطح دریا واقع شده‌است.